# Ba 349
A Bachem Ba 349 egy rakétahajtású pontvédelmi vadászrepülőgép volt, amelynek gyártását a Harmadik Birodalom Légügyi Minisztériuma (RLM - Reichsluftfahrtministerium) rendelte meg. Harci bevetésére nem került sor. 
Kifejlesztésének indoka a Németországot 1944-45-ben egyre erősebben sújtó szövetséges bombázások elleni védekezés.

## Konstrukció
A repülőgép a Me 163-mal megegyező Walter HWK 109-509 rakétahajtóművel üzemelt, amelynek alkalmazásával – a gyors magasságnyerésen túl – a gép megfelelő sebességét is biztosítani kívánták. 
Maga a konstrukció két egységből: orr- illetve farokrészből állt. 
Az orr-rész erősen páncélozott kabinjában kapott helyet a pilóta, aki előtt 24 darab kisméretű rakéta volt, egyéb fegyverzettel az eszköz nem rendelkezett. 
A rakétahajtóművet is magába foglaló farrész – a repülőgép szárnyaival és vezérsíkjaival megegyezően – fából épült a háború végi nyersanyaghiány következtében. Szintén a farrészen, annak külsején négy leoldható tolórakéta kapott helyet.
Mind az orr-, mind a farrészben külön „dobozban” ejtőernyő kapott helyet.

## Harci alkalmazása
Mivel alkalmazásra sosem került, csak az elméleti metódus ismeretes. 
A gép függőleges állványról szállt volna fel a gyorsítórakéták segítségével. 
A négymotorosok közelébe jutva egyszerre, egy darab bombázóra lőtte volna ki 24 darab kisrakétáját.
A támadást követően az orr és a törzs szétválik, és mindkettő külön ér földet, az időközben kinyíló ernyők fékezőerejének köszönhetően vélhetően sértetlenül. 

## Tesztrepülések
Számos alkalommal került sor pilóta nélküli tesztrepülésre. 
Berepülőpilótával egy alkalommal repült a repülőgép, amely sikertelenségén túl a pilóta, Lothar Sieber halálához vezetett. (M23-as példány, 1945. március 1.)
Német kódneve "Natter" (Vipera).